# 藤山竹一

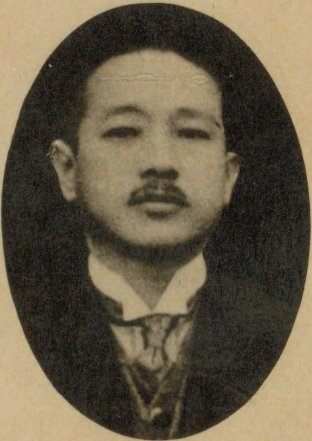
藤山竹一

藤山 竹一（ふじやま たけいち、1885年（明治18年）12月 - 1930年（昭和5年）2月12日）は、佐賀県出身の日本の内務・警察官僚。政友会系官選県知事。板垣退助伯爵彰徳会(日光板垣会)初代名誉会長。

## 来歴
佐賀県出身。大地主・藤山ミスの三男として生まれた。第五高等学校を卒業。1910年7月、東京帝国大学法科大学法律学科（独法）を卒業。同年11月、文官高等試験行政科試験に合格。内務省に入省し富山県属となる。
1911年4月、富山県試補となる。以後、同事務官補、同教育課長、同警視・警察部警務課長、和歌山県理事官・学務課長、同視学官などを経て、1918年1月、福島県警察部長に就任。1919年6月に休職。1920年9月、長崎県警察部長となる。その後、福岡県警察部長を経て山口県内務部長に転任。
1927年(昭和2年)5月、大分県知事に就任。政友会色の強い県政運営を行い、農山漁村の振興、道路網の整備に力を注いだ。1928年(昭和3年)6月、栃木県知事に転任。同12月、栃木県日光町に「板垣退助伯爵彰徳会」が設立され、名誉会長に藤山竹一栃木県知事、会長は日光町長、評議員に輪王寺門跡、日光東照宮宮司、二荒山神社宮司、日光町助役、日光精銅所長ら16名が名を連ねた。
前任地の大分県とは異なり、公平な県政を行うことを表明したが、県会での政友会、民政党の勢力争いにより、1929年(昭和4年)、栃木県選出の民政党所属帝国議会議員が、「知事に対する誹謗質問書」を議会に提出した事件が起こった。同年7月、休職となり、同年に退官した。
1930年(昭和5年)2月12日逝去。

## 補註
1. 1 2 3 4 5  『新編日本の歴代知事』1067頁。
2. ↑  『「現代物故者事典」総索引 : 昭和元年～平成23年 1 (政治・経済・社会篇)』1083頁。
3. 1 2  『日本官僚制総合事典：1868 - 2000』196頁。
4. ↑  『板垣退助銅像修復の栞』板垣退助銅像改修期成会編（1990年）
5. 1 2  “『板垣精神 -明治維新百五十年・板垣退助先生薨去百回忌記念-』”.  一般社団法人 板垣退助先生顕彰会 (2019年2月11日). 2020年8月13日閲覧。
6. ↑  『新編日本の歴代知事』270頁。
7. ↑  『官報』第755号、昭和4年7月6日。